# Muricea splendens
Muricea splendens is een zachte koraalsoort uit de familie Plexauridae. De koraalsoort komt uit het geslacht Muricea. Muricea splendens werd in 1909 voor het eerst wetenschappelijk beschreven door Thomson & Simpson. 